# Puyi Xiang (socken i Kina)
Puyi Xiang (kinesiska: 普义, 普义乡) är en socken i Kina. Den ligger i provinsen Yunnan, i den sydvästra delen av landet, omkring 260 kilometer sydväst om provinshuvudstaden Kunming. Antalet invånare är 11 934. Befolkningen består av 5 361 kvinnor och 6 573 män. Barn under 15 år utgör 16,0 %, vuxna 15-64 år 74 %, och äldre över 65 år 9,0 %.
Genomsnittlig årsnederbörd är 2 007 millimeter. Den regnigaste månaden är juli, med i genomsnitt 515 mm nederbörd, och den torraste är februari, med 23 mm nederbörd.